# 江涛 (1922年)
江涛（1922年7月—），化名鲁明，男，河南杞县人，中华人民共和国政治人物。

## 生平
江涛是河南省杞县圉镇乡江庄村人。1935年9月至1938年6月在圉镇小学、太康县立初中上学。1940年10月在中共睢杞太地委民运干部训练班学习，不久任江庄村党支部书记。1940年11月，加入中国共产党。1943年7月至1947年5月任杞南县、芝圃县第四分会、第五区委委员、副书记、书记；1947年7月至1949年3月，任中共杞县县委委员、民运部部长；1949年3月至1951年7月，任杞县人民政府副县长；1951年7月至1952年12月，担任县长；1953年1月至1954年6月，任中共杞县县委书记；1954年7月至1959年5月，先后任中共郑州、开封地委委员、工业部部长、专署副专员；1959年5月至1962年2月，兼任中共杞县县委书记；1962年3月至1975年11月任开封专员公署副专员；1975年12月至1978年1月任水电部（驻三门峡）十一工程局党委常委；1978年2月至1980年8月任中共开封地委常委、组织部部长；1980年8月至1981年2月，任开封行政专员公署常务副专员；1981年3月至1983年12月，任中共许昌地委副书记；1983年12月28日离休。